# Richard de Bury
Richard de Bury (Bury Saint Edmunds, 1287. január 24. – Durham, 1345. április 14.) vagy Richard Aungerville, ritkán Richard Aungervyle normann származású angol államférfi, durhami bencés püspök és bibliofil író volt, aki elsősorban Philobiblon című latin nyelvű munkája miatt ismert, melyre a bibliofília elveinek első összegzéseként és rendszerezéseként tekintenek.

## Gyermekkora
1287. január 24-én született Bury Saint Edmunds-ban, Suffolk megyében. Korán árvaságra jutott, neveltetését klerikus nagybátyja, John de Willoughby vállalta, aki magáéhoz hasonló papi pályát szánt neki. Műveltségét Oxfordban szerezte majd feltehetően a durhami gyűlésükön a bencés rend tagja lett. Könyvszeretete már fiatal korában megmutatkozott a könyvek gyűjtésében, mely tevékenységét élete végéig folytatta. Forrásai egyaránt voltak scriptoriumok, könyvtárak és könyvkereskedők, melyek széles köréhez való hozzáférést diplomáciai megbízásai tették lehetővé.

## Államférfi és gyűjtő
Formálisan ugyan klerikus volt, de valójában élete nagyobb részét a politika és a kormányzat nagyon is világi ügyeivel töltötte el és életformájában, gondolkozásában erősen el is világiasodott. Ezt az egyházi és a világi értelmiség mezsgyéjén húzódó életpályát választotta magának Richard de Bury.
Minden bizonnyal dicséretes tanulmányi eredményeinek köszönhetően az ifjú III. Eduárd angol király tanítójává nevezték ki a királyi udvarba, ahol belenőtt az angol politikai életbe. 1322-től Chesterben szolgált hivatalnokként, ahol már feltételezhetően dolgozott korábban, ám nem bizonyítható, hogy a nyilvántartásban szereplő Ricardus de Sancto Edmundo ő lett volna. A gyenge II. Eduárddal szembeni trónviszályban Tamás lancasteri gróf pártjára állt. Amikor pártfogoltja elbukott, ellenfelei a délnyugat-franciaországi angol fennhatóság alatt álló Gascogne tartományba küldték kincstartónak. Súlyosabb megtorlástól feltehetően a francia származású Izabella királyné óvhatta meg, akivel szoros politikai szövetséget alakított ki franciaországi tartózkodása alatt.
Richard de Bury sajátos lelki alkatával, eleven művelődési igényeivel magyarázható, hogy időleges politikai bukását további szellemi fejlődése javára tudta fordítani. Itt mélyült udvaroncból a kor fogalmai szerinti tudóssá, és a fejlettebb francia viszonyok között vált végleg szenvedélyes könyvbaráttá. Ekkor építhette ki kapcsolatait a párizsi egyetemi körökkel és a francia rendekkel is.
1326-ban Izabella királyné oldalán visszatért Angliába, megdöntve II. Eduárd hatalmát, aki 1327-ben fia javára lemondott a trónról. Az egykori nevelő politikai súlya az udvari körökben jelentősen megnőtt, valamint az ifjú uralkodóval is bizalmi viszonyban volt. Emiatt feltételezhető, hogy III. Eduárd nagykorúvá válásakor szerepet játszott az Izabella szeretőjeként kormányzó Roger Mortimer eltávolításában.
Az új uralkodó a támogatást magas tisztségek adományozásával hálálta meg, melyért cserébe Richard tapasztalatait és nyelvismeretét a király kényes diplomáciai feladatainak szolgálatába állította. Az angol külpolitika célja ekkor a franciákkal való leszámolás diplomáciai megalapozása, szövetségesek keresése és a franciák elszigetelése volt. Richard de Bury fontos szerepet játszott a százéves háború előkészítésében, s mint ismert könyvszerető diplomata utazta be Európát.
1330-ban és 1333-ban mint követ volt jelen XXII. János pápa avignoni udvarában. Itt találkozott 1330-ban a humanizmus úttörőjeként számon tartott Petrarcával, aki úgy tudta hogy kortársai közül Richard de Bury rendelkezik a legnagyobb könyvtárral. Ezen számára igen hízelgő kijelentés valóságtartalma azonban megkérdőjelezhető ha forrásként az angol diplomácia szolgált, de mindenképp a korabeli Európa legnagyobb, neves egyetemi gyűjtemények méretével vetélkedő kollekcióját birtokolhatta. Kettőjük közül viszont láthatóan a humanista költő érezte fontosabbnak kapcsolatuk fenntartását, mivel Richard két levelét is válaszolatlanul hagyta. Ebből talán arra következtethetünk, hogy Richard nem érzékelte kellően Petrarca tudományos törekvéseinek újszerűségét, vagy nem értett egyet azokkal.
1333-tól Durham püspöke – annak ellenére, hogy a káptalan már előzőleg Robert de Graystanes-t választotta elöljáróul. A kialakult helyzetet inkább lehetett felróni az uralkodó nem épp legprecízebb közbenjárásának, mint Richardnak aki ekkor az országban sem tartózkodott. Püspöki kinevezése azonban nagyban megkönnyítette gyűjtési szenvedélyét és Graystanes 1336-os halálát mély megrendüléssel fogadta.
1334-től lordkancellár, 1335-ben lemond erről a címről, 1336-tól királyi kincstárnok. Életének talán ez a legmozgalmasabb időszaka. Gyakran járt külföldön, az európai latin írásbeliségnek olyan fejlett területeit járta be, mint Flandria, Brabant és Hainaut. A bőkezűen fizető angol követet mindenhol megelőzte a hír gyűjtőszenvedélyéről és tárgyalófelei mindenfelé különleges értékű régi vagy díszes kódexek ajándékozásával, illetve megvételre vagy másolásra felkínálásával igyekeztek megszerezni a befolyásos politikus jóindulatát. A király bizalmi embereként minden könyvtár, másolóműhely és könyvkereskedés megnyílt előtte, nem számított hogy angol, francia, német vagy olasz földön volt-e. A kolostori vagy templomi gyűjtemények lappangó értékeit a messzi földeket bejáró kolduló barátok, vidéki papok és tanítók köréből kikerülő önkéntes „ügynökök” hajtották fel számára.
Karrierje 1338-ban ért véget, amikor III. Eduárd nyíltan szembefordul Koblenzben VI. Fülöppel és felveszi a francia királyi címet. A franciák elleni háború diplomáciai előkészítése és vele Richard de Bury szerepe befejeződött. Hivatalosan 1339-ben vonult vissza a politikai élettől, annak ellenére hogy még feltehetően jelen volt a skótokhoz és franciákhoz küldött békedelegációkban.

## Utolsó évei és gyűjteménye

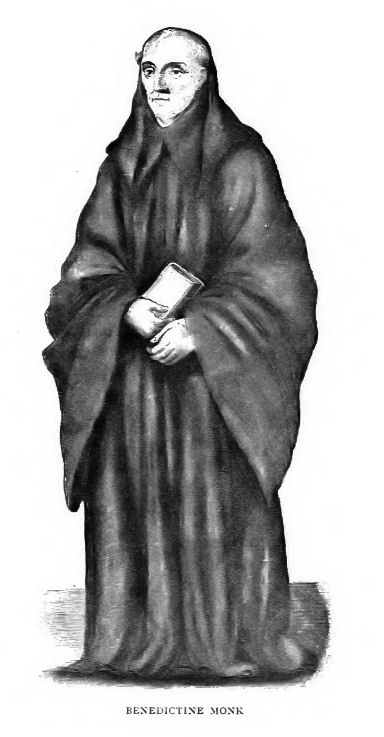
Bencés szerzetes

Richard de Bury a feudális társadalom és a skolasztikus egyházi művelődés vérbeli képviselője volt, a humanizmus szele őt legfeljebb csak megérintette, de döntő változásokat nem indított el benne mint ezt Petrarcával való kapcsolata is bizonyítja. Szenvedélyes, humanistákra jellemző könyvszeretetével és modern gyűjtésével azonban messze megelőzte saját korát.
Durhami másolóműhelyében tervszerűen igyekezett lemásoltatni azokat a műveket, melyeket eddig ugyan nem sikerült megszereznie, de nélkülözhetetlennek ítélt azon művelődési feladat ellátásához, melyet halála után könyvtárának szánt. Már 1338-tól Oxfordban kollégiumot szándékozott alapítani és ráhagyományozni könyvtárát. E célból elrendezte és lajstromoztatta az állományt, sőt, apró részletekig szabályozta könyvtára kezelésének és használatának módját. Előírta, hogy a könyvek kezelésére öt megbízható diákot jelöljenek ki és kötelezte a leendő könyvtár vezetőit hogy minden évben a lajstrom alapján ellenőrizzék a gyűjtemény teljességét. Engedélyezte volna többespéldányok kölcsönzését, ha az illető a kötet áránál nagyobb értékű zálogot és írásos térítvényt adott, valamint eskü alatt megfogadta, hogy a kódexet nem viszi ki Oxford területéről. Tilalmazta azonban, hogy könyveit másolás vagy fordítás céljából kiadják féltve őket a rongálódástól. Könyvtára használatát illetően továbbá nem szándékozott különbséget tenni diák, szerzetes vagy világi személy között. Fontos megjegyezni, hogy ennek ellenére azt vallotta, hogy a könyvnek laikus kezekben nincs helye.
Féltő előrelátása azonban hiábavalónak bizonyult, mivel a Durham College megalapítására életében nem került sor. A XIV. századi Anglia legjelentősebb magángyűjteménye úgy kallódott szét Richard de Bury halála után, hogy ma már az sem állapítható meg bizonyosan, hogy miként semmisült meg. Feltehetően az idős korára elszegényedett Richard adósságának kiegyenlítésére használták fel, azonban a hagyomány szerint a durhami bencések birtokában maradt Oxfordban egészen 1540-es feloszlatásukig. A londoni British Museum kézirattára őrzi Richard de Bury egyik kódexét, melynek bejegyzéséből az derül ki, hogy elárverezésére, illetve széthurcolására, mindjárt a haláleset után, már 1345-ben sor került. Könyvtárának felelőtlen szétzüllesztése mindennél jobban mutatja, hogy kortársai mennyire értetlenül nézték Richard de Bury különös szenvedélyét. Halálának oka ismeretlen, de hosszú betegeskedés előzte meg.
Mivel a könyvtár lajstroma megsemmisült, ezért mind méretét és tartalmát illetően csak találgatni lehet. William de Chambre
szerint Richard de Burynek több könyve volt, mint az összes angol püspöknek együttvéve, Adam Murimuth feljegyzései szerint pedig öt talyiga sem lett volna elég könyvtára elszállításához. Különböző becslések 1000-1200-1500 kódexről szólnak, ami egy igen tekintélyes mennyiség egy könyvnyomtatás előtti kollekció esetében. Vonatkoztatásképp a Sorbonne 1338. évi katalógusában 1722 mű szerepelt. Összetételét illetően egyaránt szerepelhettek benne klasszikus antik művek és a modern keresztény tudományosság alapvetőnek tartott darabjai, azonban kortársaitól eltérően a jogtudományt eleve kirekesztette érdeklődési köréből.

## Philobiblon

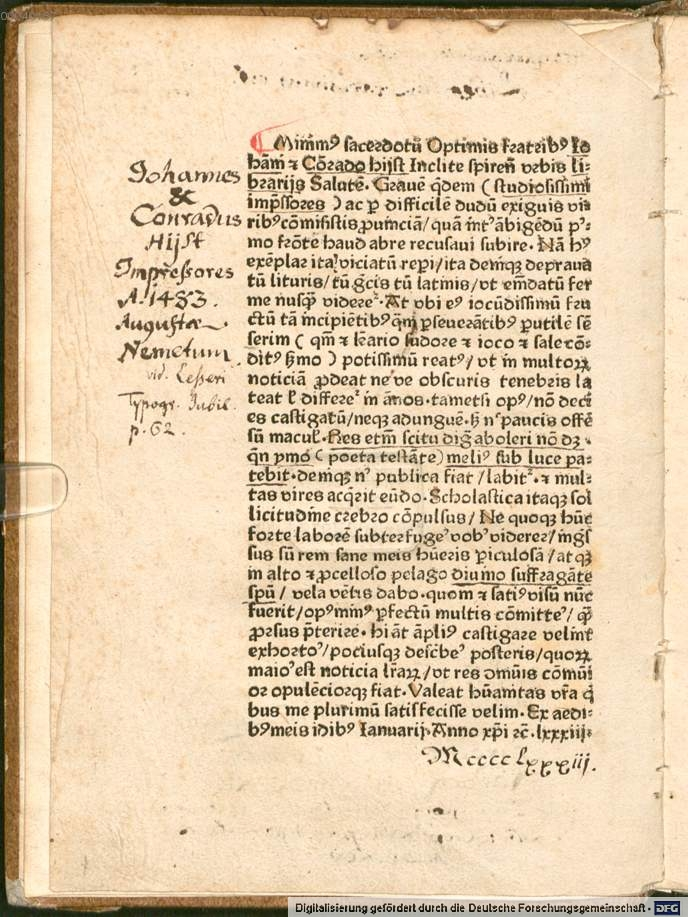
A Philobiblon 1483-as kiadásának első oldala (Speyer [latinul: Augusta Nemetum], nyomtatta Johann és Conrad Hist)

Csendes elmélkedésben eltöltött utolsó éveinek a terméke a Philobiblon, a középkori irodalomnak ez a társtalan alkotása, melynek sem előzménye nem volt, sem folytatása nem akadt századokon át. A keletkezését magyarázó sajátos okokhoz talán akkor jutunk legközelebb, ha egy nagyvilági életet élt, művelt értelmiségi önmagával való végső számvetésének eredményét látjuk benne. Richard de Bury nem politikai sikereit érezte élete igazi eredményének, hanem könyvgyűjtését. Visszavonulása éveiben mintegy búcsúzva e világtól, megkísérelte a lehetetlent: ellenfeleinek megmagyarázni egész életének értelmet adó nagy szenvedélyét. Ennek a szándéknak köszönheti megszületését a Philobiblon, ez ad ennek az írásnak a középkori irodalomban annyira ritka személyes fűtöttséget, és teszi, szokatlan, körülményeskedő, mesterkélt előadásmódja és példaanyaga, érvei ellenére, a mai ember számára is élvezhetővé. Sikertelen kísérlete ellenére Richard de Bury mégis a bibliofilia első örök értékű dicséretével ajándékozta meg az európai irodalmat. Elmés könyve évszázadokon át népszerű olvasmány volt.
1344-ben befejezett latin nyelvű könyve már kéziratként széles körben elterjedt volt és számos nyelvre lefordították. Nyomtatásban 1473-ban jelent meg először Kölnben, majd ezt követte egy 1483-as speyeri és egy 1500-as párizsi kiadás. Hazájában 1598/9-ben jelent meg először nyomtatva Oxfordban. Dicsérően szól benne a könyvekről, valamint útmutatást ad gyűjtésüket és ápolásukat illetően. Szerinte egy könyv sosem lehet túl drága -kivéve persze ha reális lehetőség van olcsóbban beszerezni más forrásból. Ennek megfelelően előfordult hogy ugyan nem szívesen, de hagyta magát könyvekkel megvesztegetni.
A könyv szerzőségét szokták még Robert Holkotnak tulajdonítani, mivel a 46 fennmaradt kéziratos példányból hétnek a bevezetőjében is őt nevezik meg szerzőnek, ám mind tartalmilag és stilisztikailag a mű elidegeníthetetlenül Richard de Bury szellemi terméke.

## Magyarul
- Philobiblon. A könyvek szeretete; ford., jegyz. Bodor András, tan. Jakó Zsigmond; Kriterion, Bukarest, 1971 (Téka)